# Condução Autónoma
A prova de Condução Autónoma (CA) é uma competição do Festival Nacional de Robótica que se realiza em Portugal.

## Descrição
A competição realiza-se desde a primeira edição do Festival Nacional de Robótica (anteriormente conhecida como classe UIP) é preferencialmente direccionada a equipas provenientes de universidades e institutos politécnicos, embora igualmente aberta a equipas privadas ou provenientes de escolas secundárias.
Representa um desafio técnico de média complexidade, no qual um robot móvel e autónomo deve percorrer um percurso ao longo de uma pista fechada, e apresenta semelhanças marcantes com a condução de um veículo automóvel numa estrada convencional. A pista é delimitada por duas linhas brancas, tem a forma aproximada de um 8, um cruzamento no centro, um par de semáforos no cruzamento e um túnel sobre uma das curvas.
A competição decorre em três mangas, sendo o principal objectivo percorrer por duas vezes a totalidade da pista no mais curto espaço de tempo possível e sem penalizações. O grau de dificuldade vai crescendo em cada nova manga: na primeira manga é efectuada um contra-relógio ao longo de duas voltas completas à pista; na segunda manga são acrescentados os semáforos que indicam situações de paragem obrigatória, continuação do percurso pela via da esquerda ou continuação do percurso em frente, e ainda a obrigatoriedade de o robot concorrente terminar a sua prova num parque de estacionamento; na terceira manga, são ainda acrescentados um túnel e uma zona de obras simulada e delimitada por um conjunto de pinos coloridos. 